# Mike Bliss
Michael D. "Mike" Bliss, född 5 april 1965 i Milwaukie i Oregon, är en amerikansk racerförare.

## Racingkarriär
Bliss började sin Nascar-karriär 1995 i Nascar Supertruck Series. I den då nystartade serien tog han sin första vinst på North Wilkesboro Speedway samma år, samt blev åtta totalt. Säsongen 1996 förbättrade han sig ytterligare och blev femma i mästerskapet. Han gjorde sin debut i både Busch Series och Winston Cup säsongen 1998, men de kommande åren var inte särskilt framgångsrika. Bliss tog sin första titel i Nascar säsongen 2002, då han vann truckserien med Xpress Motorsports. Han blev därefter fyra i Busch Series 2004, efter att ha tagit sin första vinst i serien. Han vann även ett race där 2008, båda gångerna på Lowe's Motor Speedway. Bliss bästa placering i cupserien kom 2005 med en 28:e placering.